# Adelina Sotnikova
Adelina Dmitrijevna Sotnikova (Russisch: Аделина Дмитриевна Сотникова) (Moskou, 1 juli 1996) is een Russisch voormalig kunstschaatsster. Ze is viervoudig Russisch kampioene. In 2014 won ze als eerste Russische ooit goud bij de vrouwen op de Olympische Winterspelen.

## Biografie

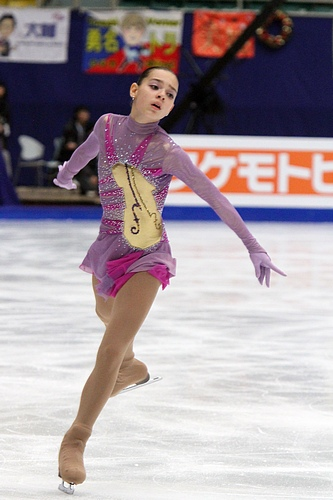
Sotnikova op het ijs op de Junior Grand Prix-finale 2010.

Sotnikova begon op haar vierde te schaatsen en op haar zevende te trainen. In 2009 won ze haar eerste gouden medaille op de nationale kampioenschappen. Pas het jaar daarop was ze oud genoeg om deel te nemen aan de internationale Junior Grand Prix-toernooien. In 2010 werd ze wereldkampioene bij de junioren en in 2011-12 nam ze voor het eerst deel aan Senior Grand Prix-wedstrijden.
In 2012 werd ze voor de derde keer Russisch kampioene en won ze een zilveren medaille op de Olympische Jeugdwinterspelen. Op de jeugdwereldkampioenschappen dat jaar werd ze derde. In 2013 nam ze voor het eerst deel aan de wereldkampioenschappen en eindigde op de negende plaats. Op de Grand Prix-finale dat jaar eindigde ze vijfde. In 2014 werd ze voor de vierde keer Russische kampioene, voor Joelija Lipnitskaja. Op de Europese kampioenschappen behaalde ze zilver, na Lipnitskaja.
Sotnikova maakte geen deel uit van het Russische team op de Olympische Winterspelen, maar werd wel geselecteerd voor de vrouwenwedstrijd. Daar pakte ze het olympisch goud, voor de Zuid-Koreaanse Kim Yuna en de Italiaanse Carolina Kostner. Deze uitslag was zeer controversieel; er waren veel mensen die vonden dat Kim de titel meer verdiende dan Sotnikova. Volgens een in 2016 verschenen rapport van het werelddopingagentschap (WADA) is bewezen dat in de periode 2010-2014 de Russische staat op grote schaal een dopingprogramma ondersteunde. Het IOC ging hierop onderzoeken of dit ook de resultaten op de Olympische Spelen in Sotsji heeft beïnvloed en past mogelijk de uitslagen aan.
Sotnikova verdedigde haar olympische titel in 2018 niet op de Spelen in Pyeongchang. In 2020 bevestigde ze dat ze was gestopt.

## Belangrijke resultaten
| Kampioenschap            | 07/08 | 08/09 | 09/10 | 10/11 | 11/12  | 12/13  | 13/14  | 14/15  | 15/16 | 16/17  |
| ------------------------ | ----- | ----- | ----- | ----- | ------ | ------ | ------ | ------ | ----- | ------ |
| Olympische Spelen        |       |       |       |       |        |        | Goud   |        |       |        |
| Wereldkampioenschap      |       |       |       |       |        | 9e     |        |        |       |        |
| Europees kampioenschap   |       |       |       |       |        | Zilver | Zilver |        |       |        |
| Grand Prix-finale        |       |       |       |       |        |        | 5e     |        |       |        |
| Nationaal kampioenschap  |       | Goud  | 4e    | Goud  | Goud   | Brons  | Goud   | t.z.t. | 6e    | t.z.t. |
| Olympische Jeugdspelen   |       |       |       |       | Zilver |        |        |        |       |        |
| WK junioren              |       |       |       | Goud  | Brons  |        |        |        |       |        |
| Junior Grand Prix-finale |       |       |       | Goud  |        |        |        |        |       |        |
| NK junioren              | 10e   | Goud  | 6e    |       |        |        |        |        |       |        |

t.z.t. = trok zich terug
1908: Madge Syers ·
1920: Magda Julin ·
1924: Herma Plank-Szabo ·
1928: Sonja Henie ·
1932: Sonja Henie ·
1936: Sonja Henie ·
1948: Barbara Ann Scott ·
1952: Jeannette Altwegg ·
1956: Tenley Albright ·
1960: Carol Heiss ·
1964: Sjoukje Dijkstra ·
1968: Peggy Fleming ·
1972: Beatrix Schuba ·
1976: Dorothy Hamill ·
1980: Anett Pötzsch ·
1984: Katarina Witt ·
1988: Katarina Witt ·
1992: Kristi Yamaguchi ·
1994: Oksana Bajoel ·
1998: Tara Lipinski ·
2002: Sarah Hughes ·
2006: Shizuka Arakawa ·
2010: Kim Yuna ·
2014: Adelina Sotnikova ·
2018: Alina Zagitova ·
2022: Anna Sjtsjerbakova